# Dinamo Sarańsk
Dinamo Sarańsk (ros. Футбольный клуб «Динамо» Саранск, Futbolnyj Kłub "Dinamo" Saransk) – rosyjski klub piłkarski z siedzibą w Sarańsku.

## Historia
Chronologia nazw:
- ???—???: Dinamo Sarańsk (ros. «Динамо» Саранск)

Piłkarska drużyna Dinamo została założona w mieście Sarańsk.
W 1938 uczestniczył w rozgrywkach Pucharu ZSRR.

## Sukcesy
- 1/64 finału w Pucharze ZSRR: 1938